# АД Альмерия
АД «Альмерия» (исп. Agrupación Deportiva Almería) — бывший испанский футбольный клуб из города Альмерия, в автономной области Андалусия. Клуб основан в 1971 году, в 1982 году был расформирован в связи с банкротством. Домашние матчи «АД Альмерия» проводила на арене «Хуан Рохас», вмещающей 13 468 зрителей. За свою историю «АД Альмерия» провёл 2 сезона в «Примере», в сезоне 1979/80 он занял в ней 9-е место, а в следующем сезоне 18-е место.

## Сезоны по дивизионам
- Примера — 2 сезона
- Сегунда — 2 сезона
- Сегунда Б — 1 сезон
- Терсера — 5 сезонов
- Региональная лига — 1 сезон

## Достижения
- Сегунда
  - Победитель: 1977/78
- Сегунда Б
  - Победитель: 1978/79